# Museo Mineral de A. E. Seaman
El Museo Mineral de A. E. Seaman (del inglés: A. E. Seaman Mineral Museum) es un museo estadounidense localizado en la ciudad de Houghton. Es el museo mineral oficial de Míchigan y un "sitio del patrimonio" del Parque Nacional Historical de Keweenaw. La Legislatura de Míchigan lo designó como museo oficial en 1990. El museo se llama así por Arthur Edmund Seaman, un profesor de Michigan Technological University y conservador del museo de 1928 a 1937.

## Curadores
- Arthur Edmund Seaman (1928–1937)
- Kiril Spiroff (1938–1943)
- Wyllis Seaman (1943–1948)
- Kiril Spiroff (1964–1975)
- Jean Peterman Kemp (1975–1986)
- Stanley J Dyl II (1986–1996)
- George Willard Robinson (1996–presente)